# Nyctimene robinsoni
Nyctimene robinsoni é uma espécie de morcego da família Pteropodidae. Endêmica da Austrália, onde pode ser encontrada no leste de Queensland e noroeste de Nova Gales do Sul.